# 猛虎キャンプリポート
『猛虎キャンプリポート』（もうこキャンプリポート）は、スカイ・Aで放送されている、プロ野球キャンプ情報番組である。
正式名称は『猛虎キャンプリポート（西暦）』で、西暦の4桁の数字は1文字ずつに分けて発音。また「0」は「まる」と発音する。（例：2020→にーまるにーまる）

## 概要
1998年から阪神キャンプ中継が始まり、1999年に『野村阪神はおまかせ！猛虎キャンプリポート』として放送を開始し、毎年2月のプロ野球キャンプ期間中、阪神タイガースのキャンプの様子を、沖縄県宜野座村野球場、うるま市具志川野球場（2023年より二軍）、高知県安芸タイガース球場（2011年まで）から連日生中継を行っている。ただし放送開始から数年間は、当日夜の録画放送で、生中継となったのは宜野座キャンプが始まった2003年以降である（なお安芸キャンプの生中継は、2006年から2011年までと、秋季キャンプの2015年以降。）。番組ではキャンプを行う自治体（沖縄県・宜野座村・うるま市・高知県・安芸市他）の全面的な協力・協賛を得ており、エンディングロールクレジットにも表記されている。
基本的な放送時間は5時間半から6時間程度で、現在は主として午前10時頃から午後3時半頃までの生放送。また宜野座での練習試合も完全生中継される（かつては相手チームのキャンプ地に乗り込んで放送することもあった。）。また練習内容によっては延長・短縮される場合がある。
2015年度までは午前の「前編」と午後の「後編」の2部構成（ただし練習試合中継である場合、後編の時間が拡大される場合もある）だったが、2016年からは明確な前後編とはせず通し放送となった。ただし練習試合が開催され、放送権の都合でその練習試合が生中継できない場合には「前編・後編」を取ったことはあった。司会・進行アナウンサーについては従前通り午前の部・午後の部の入れ替え制である。
キャンプ休日の場合、「猛虎キャンプ外伝」として、生放送できなかったランチタイム特訓（昼食休憩の時間帯を利用した練習内容。例えば、野手が昼食を食べている時間帯に、空いた打撃ケージで先発投手陣などが行う打撃練習を”ランチ特打”と言う）の様子を1時間に編集したものが放送された年もある。
また派生編として、2015年から秋季安芸キャンプを取り上げた「秋の安芸編」が放送されている他、キャンプ期間中は随時二軍の安芸キャンプについてもレポートを入れ、放映権の都合で練習試合・オープン戦が放送できない場合、その二軍キャンプの中継をしたこともある。
2022年2月8日放送分は、新庄剛志が監督に就任した北海道日本ハムファイターズとの練習試合を急遽、13:45-15:45の2時間を地上波の朝日放送テレビ（近畿・徳島県ローカル）と、北海道テレビ放送（北海道ローカル）の2局ネットで同時放送された（EPGは「スーパーベースボール」名義。解説：藤川球児）。
2023年より、上述の通り二軍キャンプが一軍と同じ沖縄県のうるま市具志川野球場に移転したため、二軍情報は前年までの安芸タイガース球場では解説者やレポーターの電話リポートや、特定日に取材したVTRを後日流す程度に過ぎなかった（特に、1軍が他球団のキャンプ地で行うオープン戦・練習試合がある時は放送権の都合でスカイAが生中継できないものがあり、安芸での2軍の教育リーグの試合を録画中継した例もあった）が、この年より当日取材したVTR、または同時に生中継を毎日流すことが可能になり、2軍教育リーグの試合も、1軍の会場・宜野座のスタジオで解説者がモニターをしながら実況するようになった。
2024年は番組内のCMを提供する特別協賛スポンサー（冠スポンサー）としてコハラゴム（株）が就任し「コハラゴムpresents 猛虎キャンプレポート2024」と銘打って生放送されている。

## 解説

### 朝日放送専属解説者
- 矢野燿大[7]
- 下柳剛
- 関本賢太郎

### 朝日放送・サンテレビ兼任解説者
- 濱中治

### スカイ・A専属解説者
- 金村曉
- 岩田稔
- 今成亮太
- 上本博紀
- 俊介

### その他解説者
- 掛布雅之（スポーツ報知野球評論家）
- 緒方孝市（日刊スポーツ広島総局野球評論家）
- 福留孝介（東海ラジオ放送野球解説者・中日スポーツ野球評論家）
- 糸井嘉男（デイリースポーツ野球評論家）
- 能見篤史（スポーツニッポン野球評論家）

## アナウンサー
通常の中継時は「進行」、練習試合中継時は「実況」とクレジットされる。

### 朝日放送テレビアナウンサー
2024年の担当者
- 中邨雄二
- 伊藤史隆
- 山下剛
- 高野純一
- 北條瑛祐
- 福井治人
- 佐藤修平
- 大野雄一郎
- 平野康太郎

### サンテレビジョンアナウンサー
2015年 - 2021年担当
- 湯浅明彦
- 木内亮

### その他
2022年より担当
- 寺田健人（ベスティ所属。元大分朝日放送アナウンサー）

## リポーター
- 福家雅明（Tigers-aiディレクター　1999年 - 、解説席に座る場合もある）
- 江坂政明（同上　2010年・2016年 - ）
- 友廣南実（2022年・2024年、当時同志社大学在学、現・CBCテレビアナウンサー）
- 嶋田光希（2023年、当時神戸大学4年、現・静岡朝日テレビアナウンサー）

## テーマ曲
- 「猛虎キャンプリポート」のテーマ曲として
  - 1999年‐2004年：不明
  - 2005年：（題名不明）う～み
  - 2006年：「初花凛々」　SINGER SONGER
  - 2007年 - 2008年：「涙のふるさと」　BUMP OF CHICKEN
  - 2009年：「未来へのストーリー」「YELL」　KUMI
  - 2010年：「Fly 〜風が吹き抜けていく〜」「ハレルヤ」　Chicago Poodle
  - 2011年：「GET UP!～不屈のファイティングマン～」　Chicago Poodle
  - 2012年：「Change The World」　JAY'ED
  - 2013年：「虎鳴曲[8]」　SOPHIA
  - 2014年：「僕のスーパースター」　ヨシダヒロキ
  - 2015年 - 2017年春季：「Power of Pain[9]」 白山貴史 project

※2017年秋季 - 2018年は、テーマ曲は無く、スカイA スタジアムの「A Gameworth watching」 がBGMとして使われていた。
なお2018年春季では、放送開始20回を記念して、「虎鳴曲」「Fly 〜風が吹き抜けていく〜」「GET UP!～不屈のファイティングマン～」の3曲が放送中に再オンエア。
- 「スカイA野球中継」のテーマ曲として
  - 2019年：「Let me go my way feat.Daisuke Asakura」 TRF
  - 2020年 - 2021年：「ラストシーン」 Qyoto
  - 2022年：「アンテナラスト」 10-FEET
  - 2023年：「ブラインドマン」 10-FEET
  - 2024年：「ムツラボシ」 THE FRANK VOX
  - 2025年：「Take It Easy」 w.o.d.